# Цицибур-Дужи
Цицибур-Дужи (пол. Cicibór Duży) — деревня в Бяльском повете Люблинского воеводства Польши. Входит в состав гмины Бяла-Подляская. По данным переписи 2011 года, в деревне проживало 559 человек.

## География
Деревня расположена на востоке Польши, на правом берегу реки Клюкувки, на расстоянии приблизительно 5 километров к северу от города Бяла-Подляска, административного центра повета. Абсолютная высота — 143 метра над уровнем моря. Через населённый пункт проходит региональная автодорога 811.

## История
В конце XVIII века Цицибур-Дужи входил в состав Берестейского повета Берестейского воеводства Великого княжества Литовского. Согласно «Справочной книжке Седлецкой губернии на 1875 год» деревня входила в состав гмины Ситник Бельского уезда Седлецкой губернии. В период с 1975 по 1998 годы входила в состав Бяльскоподляского воеводства.

## Население
Демографическая структура по состоянию на 31 марта 2011 года:
|         | Всего | До трудоспособного возраста | Трудоспособного возраста | Старше трудоспособного возраста |
| ------- | ----- | --------------------------- | ------------------------ | ------------------------------- |
| Мужчины | 305   | 74                          | 204                      | 27                              |
| Женщины | 254   | 61                          | 148                      | 45                              |
| Всего   | 559   | 135                         | 352                      | 72                              |

## Достопримечательности
- Костёл Божьей Матери Ченстоховской (до 1875 г. — униатская церковь, в период с 1875 по 1919 гг. — православная церковь), 1655 г.
- Униатское кладбище, начало XIX в.